# 喜茂別町
喜茂別町（日语：／ Kimobetsu chō */?）是北海道後志綜合振興局東部的城鎮，隸屬虻田郡。當地以農業為主。由於喜茂別町位於羊蹄山的山麓，所以當地在北海道地區中屬於降雪量非常大的區域。
村名源自阿伊努語的「kim-o-pet」（山中的河川）或「kim-un-pet」（流進山中的河川）。

## 人口
| 喜茂別町人口分布圖 |                                                 |  |
| 喜茂別町與日本全國年齡別人口分布比較圖 （2005年資料） | 喜茂別町的年齡、男女別人口分布圖 （2005年資料） |  |
| ■紫色是喜茂別町 ■綠色是全国 | ■藍色是男性 ■紅色是女性                         |  |
| 喜茂別町人口變化 \| 1970年 \| 5,115人 \| \| \| 1975年 \| 4,544人 \| \| \| 1980年 \| 4,085人 \| \| \| 1985年 \| 3,749人 \| \| \| 1990年 \| 3,240人 \| \| \| 1995年 \| 3,029人 \| \| \| 2000年 \| 2,843人 \| \| \| 2005年 \| 2,707人 \| \| \| 2010年 \| 2,492人 \| \| \| 2015年 \| 2,294人 \| \| \| 2020年 \| 2,156人 \| \| |                                                 |  |
| 資料來源：日本總務省統計中心提供之人口普查數據 |                                                 |  |
| 1970年 | 5,115人                                         |  |
| 1975年 | 4,544人                                         |  |
| 1980年 | 4,085人                                         |  |
| 1985年 | 3,749人                                         |  |
| 1990年 | 3,240人                                         |  |
| 1995年 | 3,029人                                         |  |
| 2000年 | 2,843人                                         |  |
| 2005年 | 2,707人                                         |  |
| 2010年 | 2,492人                                         |  |
| 2015年 | 2,294人                                         |  |
| 2020年 | 2,156人                                         |  |

## 歷史
- 1917年4月1日：喜茂別村從真狩村（現在的留壽都村）分割獨立設置為北海道二級村。
- 1920年6月1日：有珠郡德舜瞥村（現在的伊達市大瀧區）的部份區域被併入喜茂別村。
- 1952年7月1日：喜茂別村改制為喜茂別町。

## 交通

### 鐵路
- 過去曾有國鐵膽振線通過，但已於1986年11月1日停駛。

### 道路
| 一般國道 - 國道230號 - 國道276號 | 主要地方道 - 北海道道97號豐浦京極線 道道 - 北海道道257號留壽都喜茂別線 - 北海道道695號清原喜茂別線 - 北海道道696號喜茂別停車場線 |

### 巴士
- 道南巴士

## 觀光景點

### 觀光
- 後方羊蹄山的高山植物帶（國指定天然記念物）
- 支笏洞爺國立公園
- 中山峠攝影之森美術館

## 教育

### 高等學校
- 道立喜茂別高等學校

### 中學校
- 喜茂別町立喜茂別中學校

### 小學校
| - 喜茂別町立喜茂別小學校 | - 喜茂別町立鈴川小學校 |

## 姊妹市・友好都市

### 日本
- 讚岐市（香川縣）：於1970年12月24日與寒川町締結，寒川町已於2002年4月1日合併為讚岐市。

## 本地出身的名人
- 立壁和也：已故聲優、演員。廣為人知作品為朝日電視台播出的國民長壽動畫《哆啦A夢 (大山羨代版)》的剛田武（技安）。

## 外部連結
- （日語）喜茂別町商工會青年部